# Csengőd
Csengőd (in croato Čengid) è un comune dell'Ungheria situato nella contea di Bács-Kiskun, nell'Ungheria meridionale di 2 176 abitanti (dati 2009)

## Geografia fisica
È situato a circa 50 chilometri da Kecskemét, a 6 km dalla strada n° 53. Una parte del lago Kolon è nel territorio comunale.

## Società

### Evoluzione demografica
Secondo i dati del censimento 2001 il 97,4% degli abitanti è di etnia ungherese e l'1,9% di etnia rom

## Economia
Comune rurale, la maggior parte della popolazione attiva lavora in campo agricolo, coltivando prevalentemente uva da vino.

## Infrastrutture e trasporti
È presente una stazione ferroviaria con collegamenti diretti a Budapest